# Grandi laghi dell'Iowa
.

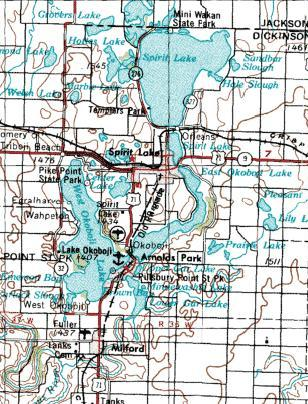
Tegione dei Grandi Laghi dell'Iowa, con Lake (in alto), West Okoboji Lake (sinistra), and East Okoboji Lake (destra)

La regione dei Grandi laghi dell'Iowa (denominata spesso Okoboji) è una zona situata nella parte nord-orientale dello stato dell'Iowa,  contea di Dickinson. È caratterizzata dalla presenza di numerosi laghi di origine glaciale di cui tre di grosse dimensioni:
- Spirit Lake, con uno specchio d'acqua di 23 km² e una profondità massima di 7,3 m;
- West Okoboji Lake, con uno specchio d'acqua di 15,57 km² e una profondità massima di 41 m;
- East Okoboji Lake, con uno specchio d'acqua di 7,43 km² e una profondità massima di 6,7 m.

La regione è famosa per essere una destinazione importante per gli amanti della pesca sia in inverno che in estate, oltre che per essere la più popolare destinazione di vacanze dell'Iowa.
| Controllo di autorità | VIAF (EN) 315527045 |